# Anahita (kvinnonamn)
Anahita (persiska: آناهیتا) är ett persiskt kvinnonamn som betyder ren. Det förekommer även i formerna Anahid och Nahid. 
Anahita härstammar från namnet på en iransk gudinna.
Den 31 december 2014 fanns det totalt 179 kvinnor folkbokförda i Sverige med namnet Anahita, varav 146 bar det som tilltalsnamn.
Namnsdag i Sverige: saknas

## Personer med namnet Anahita
- Anahita Ratebzad, afghansk politiker